# Ū̌
Ū̌ (minuscule : ū̌), appelé U macron caron, est une lettre latine utilisée dans l’écriture du kaska.
Il s’agit de la lettre U diacritée d’un macron et d’un caron.

## Représentations informatiques
Le U macron caron peut être représenté avec les caractères Unicode suivants : 
- composé (latin étendu A, diacritiques) :

| formes    | représentations | chaînes de caractères | points de code | descriptions                                       |
| --------- | --------------- | --------------------- | -------------- | -------------------------------------------------- |
| capitale  | Ū̌               | Ū◌̌                    | U+016A U+030C  | lettre majuscule latine u macron diacritique caron |
| minuscule | ū̌               | ū◌̌                    | U+016B U+030C  | lettre minuscule latine u macron diacritique caron |

- décomposé (latin de base, diacritiques) :

| formes    | représentations | chaînes de caractères | points de code       | descriptions                                                   |
| --------- | --------------- | --------------------- | -------------------- | -------------------------------------------------------------- |
| capitale  | Ū̌               | U◌̄◌̌                   | U+0055 U+0304 U+030C | lettre majuscule latine u diacritique macron diacritique caron |
| minuscule | ū̌               | u◌̄◌̌                   | U+0075 U+0304 U+030C | lettre minuscule latine u diacritique macron diacritique caron |

## Sources
- Kaska, Yukon Native Language Centre.